# Гибсон, Грегори
Грегори Пи «Грег» Гибсон (англ. Gregory P. "Greg" Gibson); род. 20 ноября 1953, Стаффорд) — американский борец вольного и греко-римского стилей и самбист, призёр Олимпийских игр, призёр чемпионатов мира, чемпион Панамериканских игр, обладатель Кубка мира, трёхкратный (1977, 1983, 1985) чемпион США по вольной борьбе, двукратный (1982, 1985) чемпион США по греко-римской борьбе, чемпион мира по самбо (1982).

## Биография
Во время обучения в старшей школе в Реддинге и с 1972 года в Университете Орегона успешно выступал за команду университета в соревнованиях, проводимых под эгидой NCAA как по борьбе (двукратный чемпион страны по версии NCAA), так и по американскому футболу. После окончания университета два года играл в футбол как профессионал за Сиэтл Сихокс и Филадельфия Иглз. Недолгое время работал пожарным.
В 1977 году поступил на службу в Корпус морской пехоты США (в учебном лагере морской пехоты в Сан-Диего побил рекорд прохождения полосы препятствий) и с этого времени занимался только борьбой, в этом же году став чемпионом США. В 1980 году завоевал Кубок мира по вольной борьбе, в 1981 году был вторым на розыгрыше Кубка мира и остался четвёртым на чемпионате мира по греко-римской борьбе, и стал серебряным призёром чемпионата мира по вольной борьбе. В 1982 году был вторым на розыгрыше Кубка мира и третьим на чемпионате мира по вольной борьбе, третьим на розыгрыше Кубка мира по греко-римской борьбе и чемпионом мира по самбо. В 1983 году стал чемпионом Панамериканских игр по вольной борьбе, был серебряным призёром чемпионата мира по вольной борьбе, а на чемпионате мира среди военнослужащих стал чемпионом как по вольной, так и по греко-римской борьбе, а также ещё и по самбо. В 1984 году стал вторым на розыгрыше Кубка мира по вольной борьбе.
На Летних Олимпийских играх 1984 года в Лос-Анджелесе боролся по греко-римской борьбе в тяжёлом весе (до 100 килограммов). Регламент турнира оставался прежним, с начислением штрафных баллов. Участники турнира, числом в 8 человек в категории, были разделены на две группы. За победу в схватках присуждались баллы, от 4 баллов за чистую победу и 0 баллов за чистое поражение. Когда в каждой группе определялись три борца с наибольшими баллами (борьба проходила по системе с выбыванием после двух поражений), они разыгрывали между собой места в группе. Затем победители групп встречались в схватке за первое-второе места, занявшие второе место — за третье-четвёртое места, занявшие третье место — за пятое-шестое места.
Грег Гибсон в своей группе сумел финишировать первым, а в финальной схватке без вариантов проиграл бронзовому призёру предыдущей олимпиады румыну Василе Андрею.
| Выступление на Олимпийских играх 1984 года | Выступление на Олимпийских играх 1984 года | Выступление на Олимпийских играх 1984 года   | Выступление на Олимпийских играх 1984 года | Выступление на Олимпийских играх 1984 года | Выступление на Олимпийских играх 1984 года | Выступление на Олимпийских играх 1984 года | Выступление на Олимпийских играх 1984 года |
| Круг                                       | Соперник                                   | Страна                                       | Результат                                  | Счёт                                       | Баллы                                      | Всего баллов                               | Время схватки                              |
| ------------------------------------------ | ------------------------------------------ | -------------------------------------------- | ------------------------------------------ | ------------------------------------------ | ------------------------------------------ | ------------------------------------------ | ------------------------------------------ |
| 1                                          | Ёсихира Фудзита                            | Япония                                       | Победа                                     | 14-1                                       | 4                                          | 4                                          | 3:39                                       |
| 2                                          | Фриц Гердсмейер                            | Федеративная Республика Германии (1949—1990) | Победа                                     | 6-1                                        | 3                                          | 7                                          | 6:00                                       |
| Финал группы «B»                           | Йожеф Тертеи                               | Югославия                                    | Победа                                     | 3-2                                        | 3                                          | 3                                          | 6:00                                       |
| Финал                                      | Василе Андрей                              | Румыния                                      | Поражение                                  | За явным преимуществом                     |                                            |                                            | 4:16                                       |

В 1985 году стал серебряным призёром турнира World Super Championship и завоевал Кубок мира по греко-римской борьбе. В 1987 году, участвуя в отборочных соревнованиях к олимпийским играм, получил разрыв связок колена, надеялся восстановиться, однако не успел.
В 1988 году оставил активную спортивную карьеру, после чего в звании мастер-сержанта стал тренером Корпуса морской пехоты на базе Куантико. В 1990 году был направлен в Саудовскую Аравию, где проходил службу в реабилитационном центре.
Коронным приёмом Грега Гибсона являлся переворот в партере с захватом за туловище.
Член национального Зала Славы борьбы (2007).